# Racing Club de France Football
Racing Club de France Football (phát âm tiếng Pháp: [ʁasiŋ klœb də fʁɑ̃s], còn được gọi là Racing Paris, RCF Paris, Matra Racing Racing Club, hoặc Racing) là một câu lạc bộ bóng đá Pháp  có trụ sở tại Colombes, ngoại ô Paris.
Racing được thành lập vào năm 1882 với tư cách là một câu lạc bộ thể thao đa ngành, và là một trong những câu lạc bộ lâu đời nhất trong lịch sử bóng đá Pháp. Đội bóng chơi ở Championnat National 3, cấp độ thứ năm của bóng đá Pháp. Racing được dẫn dắt bởi cựu cầu thủ Azzedine Meguellatti và tổ chức các trận đấu trên sân nhà của họ tại Stade Lucien-Choine, một sân vận động nhỏ bên cạnh Stade Olympique Yves-du-Manoir ở Colombes.
Racing Club de France, được thành lập vào năm 1882, là thành viên sáng lập của Ligue 1. Câu lạc bộ đã giành được một danh hiệu Ligue 1 (năm 1935-36) và năm danh hiệu Coupe de France, và được xếp hạng thứ tư. Racing cũng được chơi trong Liên đoàn Giải đấu thể thao Liên minh Pháp, giải đấu vô địch đầu tiên của Pháp, giải đấu vô địch đầu tiên của Pháp. Câu lạc bộ ra mắt trong giải đấu năm 1899 và giành chức vô địch vào năm 1907 sau khi hoàn thành vị trí thứ hai vào năm 1902 và 1903.
Cầu thủ đáng chú ý bao gồm Roger Marche, Oscar Heisserer, Thadée Cisowski, Raoul Diagne, Luis Fernández, Maxime Bossis, David Ginola, Luís Sobrinho, Pierre Littbarski, Enzo Francescoli, Alfred Bloch, và Rubén Paz. Diagne đã dành một thập kỷ với câu lạc bộ (1930-1940) và vào năm 1931, là cầu thủ da đen đầu tiên của đội tuyển quốc gia Pháp. Anh ấy đã chơi ở FIFA World Cup 1938 với Abdelkader Ben Bouali, đồng đội Racing của anh ấy, một trong những cầu thủ Bắc Phi đầu tiên trong đội tuyển quốc gia. Từ năm 2009 đến 2012, câu lạc bộ chuyển đến Levallois-Perret gần đó sau khi đạt được thỏa thuận tài chính với xã.

## Lịch sử

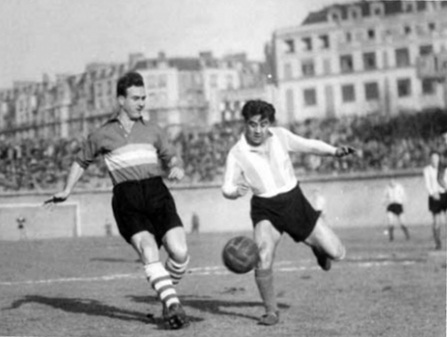
Racing (mặc áo sẫm màu có sọc ngang) chơi Racing Club Argentina ở Parc des Princes, 1950

Trong Thế vận hội Mùa hè 1900, Racing Club de France đã tổ chức các sự kiện điền kinh tại Sân vận động Croix-Catelan (sân nhà trước đây của câu lạc bộ). Đỉnh cao của Racing là những năm 1930 và 1940, khi câu lạc bộ giành chiến thắng tại Ligue 1 năm 1936 và Coupe de France năm 1936, 1939, 1940, 1945 và 1949. Câu lạc bộ cũng thành công vào đầu những năm 1960, hoàn thành vị trí thứ hai trong giải hạng nhất vào năm 1961 và 1962. Tuy nhiên, Racing là tâm điểm của cuộc khủng hoảng tài chính ảnh hưởng đến bóng đá Pháp vào giữa những năm 1960. Cuộc đấu tranh tài chính của câu lạc bộ dẫn đến sự xuống hạng của nó cho các bộ phận thấp hơn.
Năm 1982, doanh nhân Jean-Luc Lagardère muốn xây dựng một đội ngũ các ngôi sao và đầu tư vào câu lạc bộ như một câu lạc bộ lớn thứ hai ở Paris (với Paris Saint-Germain). Mặc dù ông đã cân nhắc việc sáp nhập Paris FC và Racing, ban quản lý Racing đã từ chối do thiếu thông tin chi tiết về tài chính của PFC. Lagardère đã mua Paris FC (phát sinh khoản nợ hơn bốn triệu franc) và đổi tên thành "Paris Racing 1". Lagardère đầu tư vào những cầu thủ có kinh nghiệm vào năm 1982 và 1983.
Lagardère, quyết tâm dẫn dắt câu lạc bộ của mình tới trận hòa cúp châu Âu năm 1987, đã thuê HLV người Bồ Đào Nha Artur Jorge sau chiến thắng của Jorge ở cúp châu Âu với FC Porto. Anh ấy đã hoàn thành đội với Gérard Buscher và Pascal Olmeta. Tuy nhiên, câu lạc bộ rơi vào thời điểm khó khăn và tham dự đã giảm. Vào cuối những năm 1980, Racing đã mất 300 triệu franc.
Câu lạc bộ, xuống hạng đến mức nghiệp dư, tìm kiếm nền tảng tài chính vững chắc hơn. Vào tháng 12 năm 2008, Georgios Kintis đã cố gắng không thành công để mua câu lạc bộ. Trước mùa giải 2009-10, Racing đã đạt được thỏa thuận tài chính với thành phố Levallois. Hiệp hội và sự hỗ trợ của câu lạc bộ từ xã đã dẫn đến việc đổi tên thành Racing Club de France Levallois 92. Bất chấp sự giúp đỡ từ Levallois, Racing đã bị DNCG loại xuống giải vô địch hạng 2 Championnat de France vào tháng 7 năm 2010 sau khi xác định rằng câu lạc bộ có khoản nợ 500.000 euro. Vào ngày 21  Tháng 11 năm 2010, Racing Levallois và UJA Alfortville đã công bố kế hoạch sáp nhập cho mùa giải tiếp theo. Năm 2012, câu lạc bộ trở lại Colombes với tên Racing Club de France Colombiaes 92.

### Thay đổi tên
- - Racing Club de France: (1896–1932, 1966–1981, 2005–2007)
  - Racing Club de Paris: (1932–1966, 1981–1987, 1999–2005)
  - [./https://en.wikipedia.org/wiki/Matra Matra] Racing: (1987–1989)
  - Racing Paris 1: (1989–1991)
  - Racing 92: (1991–1995)
  - Racing Club de France 92: (1995–1999)
  - Racing Club de France football 92: (2007–2009)
  - Racing Club de France Levallois 92: (2009–2012)
  - Racing Club de France Colombes 92: (2012–2018)
  - Racing Club de France Football: (2018–nay)

Ghi chú: Quốc kỳ chỉ đội tuyển quốc gia được xác định rõ trong điều lệ tư cách FIFA. Các cầu thủ có thể giữ hơn một quốc tịch ngoài FIFA.
| Số | VT           | Quốc gia | Cầu thủ   |
| -- | ------------ | -------- | --------- |
| —  | {{{vị trí}}} |          | {{{tên}}} |
| —  | {{{vị trí}}} |          | {{{tên}}} |
| —  | {{{vị trí}}} |          | {{{tên}}} |
| —  | {{{vị trí}}} |          | {{{tên}}} |
| —  | {{{vị trí}}} |          | {{{tên}}} |
| —  | {{{vị trí}}} |          | {{{tên}}} |
| —  | {{{vị trí}}} |          | {{{tên}}} |
| —  | {{{vị trí}}} |          | {{{tên}}} |
| —  | {{{vị trí}}} |          | {{{tên}}} |
| —  | {{{vị trí}}} |          | {{{tên}}} |
| —  | {{{vị trí}}} |          | {{{tên}}} |
| —  | {{{vị trí}}} |          | {{{tên}}} |
| —  | {{{vị trí}}} |          | {{{tên}}} |
| —  | {{{vị trí}}} |          | {{{tên}}} |

| Số | VT           | Quốc gia | Cầu thủ   |
| -- | ------------ | -------- | --------- |
| —  | {{{vị trí}}} |          | {{{tên}}} |
| —  | {{{vị trí}}} |          | {{{tên}}} |
| —  | {{{vị trí}}} |          | {{{tên}}} |
| —  | {{{vị trí}}} |          | {{{tên}}} |
| —  | {{{vị trí}}} |          | {{{tên}}} |
| —  | {{{vị trí}}} |          | {{{tên}}} |
| —  | {{{vị trí}}} |          | {{{tên}}} |
| —  | {{{vị trí}}} |          | {{{tên}}} |
| —  | {{{vị trí}}} |          | {{{tên}}} |
| —  | {{{vị trí}}} |          | {{{tên}}} |
| —  | {{{vị trí}}} |          | {{{tên}}} |
| —  | {{{vị trí}}} |          | {{{tên}}} |
| —  | {{{vị trí}}} |          | {{{tên}}} |
| —  | {{{vị trí}}} |          | {{{tên}}} |

| No. |        | Position | Player                   |
| --- | ------ | -------- | ------------------------ |
|     | France | GK       | Raphaël Adiceam          |
|     | France | GK       | Siegfried Aissi-Kede     |
|     | France | DF       | Damien Perrinelle        |
|     | France | DF       | Francois Xavier NGuidjel |
|     | France | DF       | Guillaume Sert           |
|     | France | DF       | Johan Abdoul             |
|     | France | DF       | Jordan Duhamel           |
|     | France | DF       | Jordy Diakondwa          |
|     | France | DF       | Valentin Tacheau         |
|     | France | DF       | Yohan Somme              |
|     | France | MF       | Abdellah Asbabou         |
|     | France | MF       | Amine Kheche             |
|     | France | MF       | Amine Meftah             |
|     | France | MF       | Axel Prohouly            |

| No. |                                  | Position | Player                |
| --- | -------------------------------- | -------- | --------------------- |
|     | France                           | MF       | Di Giovanni Nouma Oum |
|     | France                           | MF       | Djibrill Diabakhaté   |
|     | France                           | MF       | Gabriel Marena        |
|     | Democratic Republic of the Congo | MF       | Jean-Bertrand Badia   |
|     | France                           | MF       | Karim Meliani         |
|     | Senegal                          | MF       | Lansana Fofana        |
|     | France                           | MF       | Mohamed Rayane Matar  |
|     | Chad                             | MF       | Morgan Betorangal     |
|     | France                           | MF       | Sami Cauty            |
|     | France                           | MF       | Therry Racon          |
|     | France                           | MF       | Kalifa Macalou        |
|     | Angola                           | FW       | Fernando Miranda      |
|     | Central African Republic         | FW       | Josué Balamandji      |
|     | France                           | FW       | Kenneth Hector        |

## Danh hiệu
- Vô địch Ligue 1: 1936 
  - Á quân: 1961, 1962
- Nhà vô địch Ligue 2: 1986
- Championnat Quốc gia 2: 2004 (Bảng D)
- Championnat Quốc gia 3: 2007 (Bảng F)
- Giải vô địch Division d'Honneur (Paris Île-de-France): 1973
- Vô địch Coupe de France: 1936, 1939, 1940, 1945, 1949 
  - Á quân: 1930, 1950, 1990
- Giải vô địch Athlétiques Union des Sociétés Françaises de Sports: 1907
- Giải vô địch USFSA Paris: 1902, 1903, 1907, 1908, 1911, 1919
- Nhà vô địch FFFA Ligue de Paris: 1931, 1932
- Vô địch Coupe Dewar: 1905, 1906, 1907, 1912 
  - Á quân: 1901